# امیلیو کورئا (بوکسور زاده ۱۹۸۵)
امیلیو کورئا (اسپانیایی: Emilio Correa‎؛ زادهٔ ۱۲ اکتبر ۱۹۸۵) بوکسور اهل کوبا است.